# Marie Soldat-Roeger
Marie Soldat (Graz, Àustria, 25 de març de 1864 - 30 de setembre de 1955) fou una violinista austríaca.
Començà estudiar sota la direcció de Pleiner quan a penes tenia vuit anys, presentant-se en públic com a concertista el 1874. De 1879 a 1882 perfeccionà la seva tècnica en la Hochschule, de Berlín, on tingué per a mestres Joachim i Brahms. L'any 1879 guanyà el Premi Mendelssohn. Fou una celebrada intèrpret de Brahms, el qual Concert per a violí en re major estrenà a Viena.
Des del seu matrimoni, el 1889, amb l'advocat Roeger, adoptà el nom artístic de Marie Soldat-Roeger. Va actuar en els principals centres filharmònics del nord d'Europa, especialment a Alemanya i Anglaterra.